# Гулбис, Фридрих
Фридрих Гулбис (латыш. Fridrihs Gulbis, 19 января 1894 — 21 июня 1951) — латышский поэт.

## Биография
Фридрих Гулбис родился 19 января 1894 года в небольшом городе Дурбе на юге исторической области Курземе.
Учился в Лиепайской городской школе. Работал в Лиепайском театре (1913—1915). Участвовал в Первой мировой войне. Служил в Латвийской армии (1919—1921). С 1921 года на гражданской службе, работал бухгалтером.
В 1925 году стал одним из основателей творческого объединения молодых латвийских художников, музыкантов, актёров и писателей «Зелёная ворона». Был главным редактором одноимённого журнала. Публиковаться начал с 1920 года. В 1929 году был издан первый сборник стихов «Vīziju varā». Автор пьес «Krīzes velns» (1932) и «Caur sidraba birzi gāju» (1937).